# كنز العمال
كتاب كنز العمال واسمه الكامل «كنز العمال في سنن الأقوال والأفعال».
هو كتاب في الحديث. من تأليف علاء الدين علي المتقى بن حسام الدين الهندي البرهان فوري والمشهور بالمتقي الهندي.
قام مؤلفه بالجمع بين كتابي الجامع الصغير وزوائده وكتاب جمع الجوامع للسيوطي. وبذلك فقد استوعب حوال خمسين ألف حديث مجرّدة من الأسانيد ومعزوّة إلى الصحابي راوي الحديث أو إلى من روى الحديث في كتب السنة.
وقد قام المؤلف بترتيب الأحاديث في الكتاب على الأبواب الفقهية.
وقد تكلّم المؤلف نفسه في سبب تأليف الكتاب فقال:
| كنز العمال | لما رأيت كتابي الجامع الصغير وزوائده تأليفي شيخ الإسلام جلال الدين السيوطي - عامله الله بلطفه - ملخصا من قسم الأقوال من جامعه الكبير وهو مرتب على الحروف جمعت بينها مبوبا ذلك على الأبواب الفقيه مسميا الجمع المذكور: (منهج العمال في سنن الأقوال)، ثم عنّ لي أن أبوّب ما بقى من قسم الأقوال فنجز بحمد الله وسميته (الإكمال لمنهج العمال) ثم مزجت بين هذين التأليفين كتابا بعد كتاب وبابا بعد باب وفصلا بعد فصل مميزا أحاديث الإكمال من منهج العمال ومقصودي من هذا التمييز أن المؤلف ذكر أن الاحاديث التي في الجامع الصغير وزوائده أصح وأخصر وأبعد من التكرار كما يعلم من ديباجة الجامع الصغير فصارا كتابا سميته (غاية العمال في سنن الأقوال) ثم عن لي أن أبوب قسم الأفعال أيضا فبوبته على المنهاج المذكور وجمعت بين أحاديث الأقوال والأفعال وأذكر أولا أحاديث (منهج العمال) ثم أذكر أحاديث (الإكمال) ثم قسم الأفعال كتابا بعد كتاب فصار ذلك كتابا واحدا مميزا فيه ما سبق بحيث أن من أراد تحصيل قسم الأقوال أو الأفعال منفردا أو تحصيلهما مجتمعين امكنه ذلك وسميته (كنز العمال في سنن الأقوال والأفعال) فمن ظفر بهذا التأليف فقد ظفر بجمع الجوامع مبوبا مع أحاديث كثيرة ليست في جمع الجوامع. | كنز العمال |

## وصلات خارجية
- تحميل كتاب كنز العمال بصيغة PDF